# College Town
College Town – wieś w Anglii, w hrabstwie ceremonialnym Berkshire, w dystrykcie (unitary authority) Bracknell Forest. Leży 19 km na południowy wschód od centrum miasta Reading i 49 km na zachód od centrum Londynu.